# Martín Sarrafiore
Martín Nicolás Sarrafiore (Villa Ballester, 20 de julio de 1997) es un futbolista argentino. Juega de volante ofensivo y su equipo actual es O'Higgins de la Primera División de Chile.

## Trayectoria

### Huracán
Con paso en las inferiores de Argentinos Juniors, Boca, Manchester unites y Manchester City, Sarrafiore terminó su formación en Huracán. Con una salida polémica del club, firmó un precontrato con el Internacional de Brasil en enero de 2018 y debutó allí en el equipo profesional.

### Internacional
El 3 de junio de 2019 fichó por el Internacional de Brasil.

### Independiente
El 23 de enero del 2023, fue confirmado como nuevo jugador del Club Atlético Independiente de la Liga Profesional.

### O'Higgins
El 4 de enero de 2024, el Club Deportivo O'Higgins anunció la contratación de Sarrafiore para la temporada 2024 de la Primera División de Chile. Tuvo su debut en el equipo de Rancagua el 17 de febrero, ingresando como titular en el triunfo 3-1 de visita sobre Deportes Copiapó en la fecha 1 del torneo.

## Estadísticas
Actualizado al último partido disputado el 18 de octubre de 2023.
| Internacional · Brasil                                                           |               |               |    |   |   |   |   |   |   |    |    |   |
| 1.ª                                                                              | 2018          | 1             | 0  | — | — | — | — | — | — | 1  | 0  |   |
| 1.ª                                                                              | 2019          | 19            | 3  | — | — | — | — | 2 | 0 | 21 | 3  |   |
| 1.ª                                                                              | 2020          | 18            | 1  | 3 | 0 | — | — | — | — | 18 | 1  |   |
| Total club                                                                       | Total club    | 38            | 1  | 3 | 0 | — | — | 2 | 0 | 40 | 4  |   |
| Vasco da Gama · Brasil                                                           | 2.ª           | 2021          | 14 | 2 | — | — | 4 | 1 | — | —  | 18 | 2 |
| Vasco da Gama · Brasil                                                           | 2.ª           | 2022          | 1  | 0 | — | — | 0 | 0 | — | —  | 1  | 0 |
| Vasco da Gama · Brasil                                                           | Total club    | Total club    | 15 | 2 | — | — | 4 | 1 | — | —  | 19 | 2 |
| Independiente Argentina                                                          | 1.ª           | 2023          | 16 | 0 | — | — | 4 | 0 | — | —  | 20 | 0 |
| Independiente Argentina                                                          | Total club    | Total club    | 16 | 0 | — | — | 4 | 0 | 0 | 0  | 20 | 0 |
| Total carrera                                                                    | Total carrera | Total carrera | 69 | 2 | 3 | 0 | 8 | 1 | 2 | 0  | 79 | 6 |
| (1) Incluye datos de la Copa de Brasil (2) Incluye datos de la Copa Libertadores |               |               |    |   |   |   |   |   |   |    |    |   |